# Promovec
Promovec A/S i Aarhus N er en dansk virksomhed, etableret i 2001 i Skjern. Virksomheden designer og sælger el-cykler og e-kits til e-mobilitetsindustrien i Danmark, Europa og USA.

## Nøgletal
- Promovec har 80+ ansatte i hhv. Danmark, Tyskland og Kina
- Ejerskabet er dansk og privat